# Мексички гризли
Мексички гризли (лат. Ursus arctos nelsoni) изумрла је подврста мрког медведа. Научно име му је дато у част америчког природњака Едварда Вилијама Нелсона, који је упуцао овог медведа у области Чивава 1899. године. Према неким изворима мексички гризли заправо није посебна подврста мрког медведа, већ једна његова популација. Према неким од тих извора мексички гризли је популација подврсте гризли обични (Ursus arctos  horribilis).
Холотип је убио Х. А. Клуф у Колони Гарсија, Чивава 1899. Ареал изумрлог калифорнијског гризлија се протезао на југ до северних делова Доње Калифорније. Медведи у Дурангу, Чивави, и Сонори, као и у централном Мексику били су сличнији онима у Аризони, Новом Мексику и Тексасу него онима у Калифорнији.

## Опис
Мексички гризли био је један од највећих и најтежих сисара у Мексику. Достизао је величину од 183 цм и просечном тежином од 318 кг. Због свог сребрног крзна, добио је име „el oso plateado“ (сребрни медвед). Боја длаке му је била бледо жућкаста. Мексички гризли био је мањи од обичног гризлија из Америке и Канаде.

## Распрострањеност и станиште
Мексички гризли је настањивао северне територије Мексика, у посебним умереним травнатим планинама борове шуме. Његов ареал био је од Аризоне до новог Мексика.

## Биологија
Као и сваки мрки медвед, мексички гризли је био сваштојед. Његова исхрана се углавном састојала од биљака, воћа и инсекта. Понекад се хранио малим сисарима и лешинама. Женка је рађала једно до три младунца сваке три године.

## Изумирање
Први Европљани који су дошли у контакт са мексичким гризлијем били су конквистадори у 16. веку, када је Франсиско Васкез де Коронадо кренуо у експедицију да пронађе 7 градова злата. Његова експедиција је почела у Мексико Ситију 1540. године и наставила се северно ка Новом Мексику и Буфало равницама, све до данашњег Тексаса и Канзаса.
С обзиром да је мексички гризли ловио стоку с времена на време, фармери су га сматрали штеточином. Мексички гризли је био заробљаван, убијан и трован и већ је био ретка врста 1930. године. Његов некадашњи ареал смањио се три пута у изолованим планинама Церо Кампана, Церо Санта Клара и Сијера дел Нидо 80 километара северно од Чиваве, а 1960. године остало је само 30 јединки. Упркос статусу заштићене врсте, лов се наставио. Године 1964. гризли је сматран истребљеном врстом. После гласина о неким преживелима на ранчу код горњег тока реке Јаки у држави Сонора 1968. године, амерички биолог др Карл Б. Кофорд је отишао на тромесечни надзор, али без успеха. Гризли убијен 1976. године био је четврти потврђени у Сонори и први у деценијама. За мексичког гризлија се сада претпоставља да је истребљен или можда само искорењен у свом тадашњем ареалу.